# Harry Willans
Harry Willans, britanski general, * 1892, † 1943.